# Tuffi ai campionati mondiali di nuoto 1991 - Trampolino 3 metri maschile
La gara del trampolino da 3 metri si è tenuta con 33 atleti. La gara prevedeva  che all'ultima serie di tuffi si presentassero i primi 12 atleti della classifica preliminare.

## Classifica dei finalisti
| Posizione | Atleti                   | Punteggio |
| --------- | ------------------------ | --------- |
|           | Kent Ferguson (USA)      | 650.25    |
|           | Tan Liangde (CHN)        | 643.95    |
|           | Albin Killat (DEU)       | 619.77    |
| 4.        | Li Deliang (CHN)         | 614.73    |
| 5.        | Mark Bradshaw (USA)      | 610.14    |
| 6.        | Sergey Lomonovskiy (URS) | 598.83    |
| 7.        | Valery Statsenko (URS)   | 577.98    |
| 8.        | Edwin Jongejans (NLD)    | 569.52    |
| 9.        | Fernando Platas (MEX)    | 565.83    |
| 10.       | Simon McCormack (AUS)    | 565.14    |
| 11.       | Jorge Mondragón (MEX)    | 563.10    |
| 12.       | Mark Rourke (CAN)        | 549.54    |

## Non qualificati alla fase finale
| Posizione | Atleti                  | Punteggio |
| --------- | ----------------------- | --------- |
| 13.       | Joakim Andersson (SWE)  | 528.84    |
| 14.       | Davide Lorenzini (ITA)  | 528.69    |
| 15.       | Peter Böhler (DEU)      | 524.22    |
| 16.       | Robert Morgan (GBR)     | 513.69    |
| 17.       | Michael Murphy (AUS)    | 512.73    |
| 18.       | Lee Yuan (TPE)          | 512.19    |
| 19.       | Larry Flewwelling (CAN) | 511.89    |
| 20.       | Philippe Duvernay (FRA) | 509.46    |
| 21.       | Jérome Nalliod (FRA)    | 502.44    |
| 22.       | Ole Johnny Aasen (NOR)  | 490.44    |
| 23.       | José Miguel Gil (ESP)   | 490.14    |
| 24.       | Niki Stajković (AUT)    | 485.34    |
| 25.       | Cho Gum-San (PRK)       | 463.56    |
| 26.       | Jürgen Richter (AUT)    | 455.10    |
| 27.       | Jeff Arbon (GBR)        | 453.96    |
| 28.       | Dennis Sörensen (DNK)   | 451.56    |
| 29.       | Evan Stewart (ZWE)      | 436.71    |
| 30.       | Temmy Kusuma (IDN)      | 371.94    |
| 31.       | Emerson Neves (BRA)     | 370.41    |
| 32.       | Regis Carrera (BRA)     | 344.19    |
| 33.       | Husaini Noor (IDN)      | 313.02    |